# Odysia responsaria
Odysia responsaria är en fjärilsart som beskrevs av Walker 1862. Odysia responsaria ingår i släktet Odysia och familjen mätare. Inga underarter finns listade i Catalogue of Life.